# Potamogeton floridanus
Potamogeton floridanus là một loài thực vật có hoa trong họ Potamogetonaceae. Loài này được Small miêu tả khoa học đầu tiên năm 1903.